# Videm, Dol pri Ljubljani
Videm je kraj v občini Dol pri Ljubljani. S skoraj 1.200 prebivalci je največje naselje v tej občini. 
Pomembnejša objekta sta Osnovna šola Dol pri Ljubljani in tovarna JUB.